# Fata cu un dragon tatuat (film)
Fata cu un dragon tatuat (original:The Girl with the Dragon Tattoo) este un film de mister și thriller suedezo-american din 2011, bazat pe romanul cu același nume de Stieg Larsson. Filmul a fost regizat de David Fincher după scenariul lui Steven Zaillian, cu participarea lui Daniel Craig și Rooney Mara. Filmul se axează pe povestea jurnalistului Mikael Blomkvist (Craig) care investighează ce s-a întâmplat cu o femeie dintr-o familie bogată, care a dispărut patruzeci ani mai înainte. El recrutează în ajutorul pe hackerița Lisbeth Salander (Mara).

## Distribuție
- Daniel Craig în rolul lui Mikael Blomkvist
- Rooney Mara în rolul lui Lisbeth Salander
- Yorick van Wageningen în rolul lui Nils Bjurman
- Christopher Plummer în rolul lui Henrik Vanger
- Stellan Skarsgård în rolul lui Martin Vanger
- Joely Richardson în rolul lui Anita Vanger / Harriet Vanger
- Robin Wright în rolul lui Erika Berger
- Steven Berkoff în rolul lui Dirch Frode
- Geraldine James în rolul lui Cecilia Vanger
- Ulf Friberg în rolul lui Wennerström
- Goran Višnjić în rolul lui Dragan Armansky
- Donald Sumpter în rolul lui Detective Morell
- Embeth Davidtz în rolul lui Annika Giannini
- Joel Kinnaman în rolul lui Christer Malm
- Elodie Yung în rolul lui Miriam Wu
- Tony Way în rolul lui Plague
- Alan Dale în rolul lui Detective Isaksson
- Julian Sands în rolul lui Young Henrik Vanger
- David Dencik în rolul lui Young Morell
- Fredrik Dolk în rolul lui Wennerström's Lawyer
- Per Myrberg în rolul lui Harald Vanger
- Gustaf Hammarsten în rolul lui Young Harald
- Leo Bill în rolul lui Trinity
- Josefin Asplund as Pernilla Blomkvist

## Premii și nominalizări
| Data ceremoniei   | Premiu                                               | Categorie                              | Recipient                                                | Rezultat     |
| ----------------- | ---------------------------------------------------- | -------------------------------------- | -------------------------------------------------------- | ------------ |
| 10 ianuarie 2012  | Alliance of Women Film Journalists Awards 2011       | Best Film Music or Score               | Trent Reznor, Atticus Ross                               | Câștigat     |
| 12 februarie 2012 | American Society of Cinematographers Awards          | Best Cinematography                    | Jeff Cronenweth                                          | Nominalizare |
| 12 februarie 2012 | British Academy Film and Television Awards           | BAFTA Award for Best Cinematography    | Jeff Cronenweth                                          | Nominalizare |
| 12 februarie 2012 | British Academy Film and Television Awards           | BAFTA Award for Best Original Music    | Trent Reznor, Atticus Ross                               | Nominalizare |
| 12 ianuarie 2012  | Broadcast Film Critics Association Awards            | Best Editing                           | Kirk Baxter, Angus Wall                                  | Câștigat     |
| 12 ianuarie 2012  | Broadcast Film Critics Association Awards            | Best Composer                          | Trent Reznor, Atticus Ross                               | Nominalizare |
| 5 ianuarie 2012   | Central Ohio Film Critics Association Awards         | Best Picture                           |                                                          | Nominalizare |
| 5 ianuarie 2012   | Central Ohio Film Critics Association Awards         | Best Director                          | David Fincher                                            | Nominalizare |
| 5 ianuarie 2012   | Central Ohio Film Critics Association Awards         | Best Adapted Screenplay                | Steven Zaillian                                          | Câștigat     |
| 19 decembrie 2011 | Chicago Film Critics Association Awards              | Best Original Score                    | Trent Reznor, Atticus Ross                               | Nominalizare |
| 10 ianuarie 2012  | Denver Film Critics Association Awards               | Best Actress                           | Rooney Mara                                              | Nominalizare |
| 28 ianuarie 2012  | Directors Guild of America Awards                    | Best Director                          | David Fincher                                            | Nominalizare |
| 15 ianuarie 2012  | Golden Globe Awards                                  | Best Actress – Motion Picture Drama    | Rooney Mara                                              | Nominalizare |
| 15 ianuarie 2012  | Golden Globe Awards                                  | Best Original Score                    | Trent Reznor, Atticus Ross                               | Nominalizare |
| 3 iunie 2012      | MTV Movie Awards                                     | Best Female Performance                | Rooney Mara                                              | Nominalizare |
| 3 iunie 2012      | MTV Movie Awards                                     | Breakthrough Performance               | Rooney Mara                                              | Nominalizare |
| 3 iunie 2012      | MTV Movie Awards                                     | Best On-Screen Transformation          | Rooney Mara                                              | Nominalizare |
| 1 decembrie 2011  | National Board of Review Awards                      |                                        |                                                          |              |
| 1 decembrie 2011  | National Board of Review Awards                      | Breakthrough Performance               | Rooney Mara (Tied with Felicity Jones)                   | Câștigat     |
| 23 decembrie 2011 | Oklahoma Film Critics Circle Awards                  | Best Picture                           |                                                          | Nominalizare |
| 21 ianuarie 2012  | Producers Guild of America Award                     | Best Picture                           |                                                          | Nominalizare |
| 19 decembrie 2011 | St. Louis Gateway Film Critics Association Awards    | Best Director                          | David Fincher                                            | Nominalizare |
| 19 decembrie 2011 | St. Louis Gateway Film Critics Association Awards    | Best Actress                           | Rooney Mara                                              | Câștigat     |
| 19 decembrie 2011 | St. Louis Gateway Film Critics Association Awards    | Best Cinematography                    | Jeff Cronenweth                                          | Nominalizare |
| 19 decembrie 2011 | St. Louis Gateway Film Critics Association Awards    | Best Music                             | Trent Reznor, Atticus Ross                               | Nominalizare |
| 19 decembrie 2011 | St. Louis Gateway Film Critics Association Awards    | Best Scene                             | Blur Studio (for the opening credits)                    | Câștigat     |
| 5 decembrie 2011  | Washington D.C. Area Film Critics Association Awards | Best Score                             | Trent Reznor, Atticus Ross                               | Nominalizare |
| 19 februarie 2012 | Writers Guild Awards                                 | Best Screenplay Adapted                | Steven Zaillian                                          | Nominalizare |
| 26 februarie 2012 | 84th Academy Awards                                  | Best Actress                           | Rooney Mara                                              | Nominalizare |
| 26 februarie 2012 | 84th Academy Awards                                  | Best Cinematography                    | Jeff Cronenweth                                          | Nominalizare |
| 26 februarie 2012 | 84th Academy Awards                                  | Best Film Editing                      | Angus Wall, Kirk Baxter                                  | Câștigat     |
| 26 februarie 2012 | 84th Academy Awards                                  | Best Sound Editing                     | Ren Klyce                                                | Nominalizare |
| 26 februarie 2012 | 84th Academy Awards                                  | Best Sound Mixing                      | David Parker, Michael Semanick, Ren Klyce and Bo Persson | Nominalizare |
| 7 iunie 2012      | Kerrang! Awards                                      | Best Film                              |                                                          | Nominalizare |
| 26 iulie 2012     | 38th Saturn Awards                                   | Best Horror or Thriller Film           |                                                          | Câștigat     |
| 10 februarie 2013 | Grammy Awards                                        | Best Score Soundtrack for Visual Media | Trent Reznor, Atticus Ross                               | Câștigat     |